# 戰士號

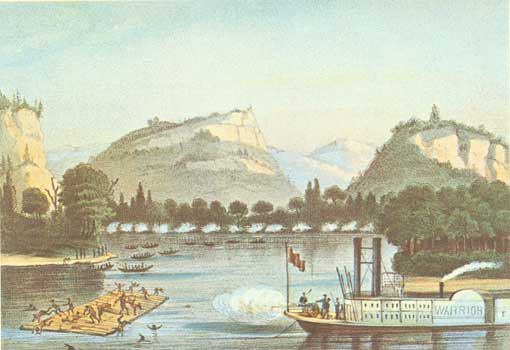
惡斧戰役中的戰士號。

戰士號（Warrior）是一艘私建私有的蒸汽船，在黑鷹戰爭期間被美國政府徵用以協助軍事行動。 
戰士號由約瑟夫·特羅克莫頓（Joseph Throckmorton）於1832年於賓夕法尼亞州匹茲堡建造並下水，他當時也是該船的船長。建造完成後，船隻前往聖路易斯並進入戰區。戰士在決定性的惡斧戰役中扮演了關鍵角色。戰後，戰士號繼續由特羅克莫頓在密西西比河上游航行。